# Xylenole
Die Xylenole oder Dimethylphenole bilden in der Chemie eine Gruppe  aromatischer Verbindungen mit zwei Methylgruppen und einer Hydroxygruppe. Man kann sie als Hydroxyderivate der Xylole oder Dimethylderivate des Phenols auffassen. Es existieren somit sechs Isomere. Der Name Xylenol leitet sich aus der Kombination der Namen der Aromaten Xylen und Phenol ab. Eine ähnliche Stoffgruppe in der jeweils genau eine Methylgruppe zur Carbonsäuregruppe oxidiert ist, sind die Hydroxymethylbenzoesäuren. Die Stoffgruppe, bei der jeweils eine Methylgruppe fehlt, nennt man Kresole.

## Vorkommen

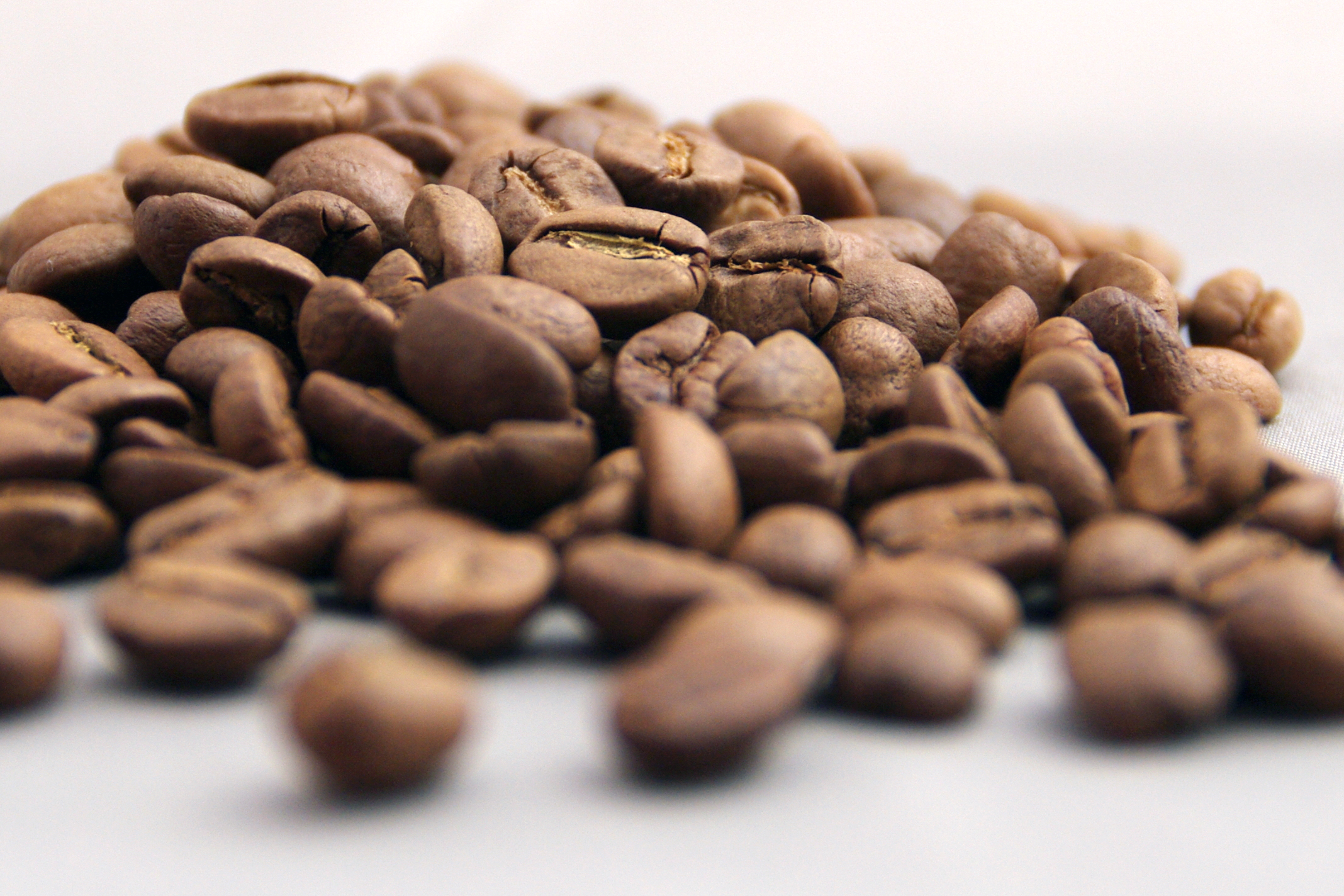
2,3- und 2,5-Xylenol kommen natürlicherweise in Kaffee vor

Alle Xylenole finden sich im Steinkohlenteer und Buchenholzteer und sind ein Bestandteil des Stoffgemisches Kreosot. 2,3-Xylenol findet sich in Tee und Kaffee. 2,5-Xylenol kann in Kaffee und im Mate-Strauch nachgewiesen werden. 3,5-Xylenol kommt natürlich im Tamarindenbaum (Tamarindus indica) vor. Daneben finden sich Xylenole auch im Indischen Patschuli.

## Darstellung
Xylenole können in der Regel aus den Xylidinen durch Diazotierung und anschließende Verkochung des Diazoniumsalzes dargestellt werden.

## Struktur und Eigenschaften
Die physikalischen Eigenschaften der sechs Xylenol-Isomere ähneln einander. Die Xylenole sind in Wasser zumeist nur sehr wenig löslich. Sie bilden farblose bis gelbliche Nadeln oder Platten mit stechendem Geruch. Chemisch verhalten sie sich wie typische Phenole, so bilden sie zum Beispiel in alkalischer Lösung Phenolate, die eine bedeutend höhere Wasserlöslichkeit besitzen.
Die Methylgruppen üben einen (schwachen) +I-Effekt auf den Aromaten aus, wodurch die Elektronendichte im Ring erhöht wird. Dadurch wird u. a. die Acidität des phenolischen OH abgeschwächt. Die pKs-Werte sind daher etwas höher als die des Phenols (9,99) und auch der Kresole.
| Gefahrensymbol | Gefahrensymbol | Gefahrensymbol |

| Gefahrensymbol | Gefahrensymbol |

## Verwendung
Zusammen mit den Kresolen und Kresolsäuren sind Xylenole eine wichtige Klasse von Phenolen mit großer industrieller Bedeutung. Xylenole werden als Ausgangsstoffe zur Synthese von Pestiziden, Antioxidantien und Pharmazeutika (z. B. Mexiletin) verwendet. 2,5-Xylenol (p-Xylenol) dient als Grundlage zur Darstellung der pH-Indikatoren Xylenolphthalein, Xylenolblau und Bromxylenolblau. Vom 2,6-Xylenol leiten sich Metallphthalein und Xylenolorange ab, sie werden als Indikatoren in der Komplexometrie eingesetzt. 2,6-Xylenol dient als Ausgangsstoff für die Synthese von Polyphenylenether. Durch Chlorierung von 3,5-Xylenol ist das Desinfektionsmittel Chlorxylenol zugänglich.